# 石田桃香
石田 桃香（いしだ ももか、1997年〈平成9年〉10月21日 - ）は、日本の元タレント、元女優、元グラビアアイドル。大阪府出身。愛称は浪速のピーチ姫、ちゃんもも。
後述のタレントデビュー当初はヤザ・パパに所属していたが、フリーランスを経てノットカンパニーに所属した後、2022年6月末日に同社との契約満了をもって芸能界を引退した。

## 経歴

### タレントデビューからアルバイト生活を経てグラビアデビューへ
2012年11月、教養バラエティ番組『Rの法則』（Eテレ）の3期生としてタレントデビューし、そのエース的存在として2018年3月まで出演していた。後に「小学校より長い7年間はすごく楽しくて、お互いに成長し合える学校みたいな感覚だった」「人前で喋るのは好きなのに上手く喋れなかったが、卒業時には他人とうまく交流できるまでになった」などと述懐することとなるその出演当時と並行して農業高校を卒業したことを、後述のグラビアデビュー後にインタビューで明かしている。なお、同番組に出演していた時期の2015年には、HEP HALLにて開催された舞台『問題のない私たち』（ストレイドッグ）の大阪公演にも出演していた。
卒業後には芸能活動を本格的に始めようと上京したものの当時はまだ仕事がなく、原宿のカフェでのアルバイト生活では当初こそ『Rの法則』を知る人々から応援されることも多かったが、記憶から忘れ去られていくにしたがって後半は普通に接客していた。また、『Rの法則』のスタッフやプロデューサーが気にかけてくれたことからも、NHKにはよく足を運んで相談に乗ってもらっており、その中で当時はまだ体型に自信が持てなかったものの新しくやりたいと思った仕事が、グラビアだったという。なお、かつては築45年の木造物件に住んでいたが、その後はオートロック付き物件へ引っ越しており、（2020年初頭以降は）新型コロナウイルス感染症の流行の影響も重なった結果、自宅の居心地の良さを初めて実感したという。
2019年7月4日、同年7月8日発売の男性向け週刊誌『週刊プレイボーイ』同年29号（集英社）など各社11誌をジャックしてグラビアデビューを飾ることが発表され、160センチメートルの身長やB84・W60・H86のスリーサイズも公表された。そのうち、11月7日発売の青年向け漫画雑誌『週刊ヤングジャンプ』49号（集英社）は同誌史上初の“予告編グラビア”であり、その3週間後には表紙を担当した。また、12月16日発売の『週刊プレイボーイ』同年52号では表紙と巻頭グラビア、付録DVD『猫の島』をそれぞれ初めて飾ったほか、愛称がデビュー時の「浪速のピーチ姫」に加えて「ちゃんもも」に決定したことが発表された。
2019年8月21日、防衛省の広報誌『MAMOR』同年10月号（扶桑社）の表紙と巻頭グラビアを飾り、訪問先の市ヶ谷駐屯地の特別儀仗隊にて同隊の制服姿を披露した。
2019年9月25日、インターネット報道番組『ABEMA Prime』 (ABEMA) にアシスタントMCとして出演した。放送終了後には、アシスタントMCが可愛いとの旨で話題になったことが報じられた。
2019年10月28日、テレビドラマ『シャーロック』第4話の冒頭シーンにボクシング世界戦のゲスト解説者の石田桃香（本人）役として出演した。放送終了後には、同ドラマの公式Twitterなどにて石田に着目したコメントが殺到し、盛り上がったとの旨が報じられた。
2020年4月1日、新型コロナウイルス感染症の流行によってグラビアの撮影が減って自宅に引きこもる状況が続くことからも、自身のYouTubeチャンネル「ちゃんももチューブ」をシオンによる制作のもとで開設し、数々の動画を配信する。「グラビアでの石田桃香とはひと味違った素の部分を出していきたい」と考えて始めた結果、ファン層は男女に関係なく若い子が多かった『Rの法則』当時から一転し、グラビアを始めた後には大人が一気に増えたという。

### 女優デビューから1st写真集を経て1stDVDへ
2020年9月10日、短編映画『適応 -Coexistence-』（『適応』製作委員会）にトモミ役で出演することが発表された。映画初出演なのでとても緊張したが、トモミの言動には共感できたという。
2020年10月31日、高田松原運動公園にて開催された花火大会「三陸花火大会」の当日ライブ配信に、現地リポーターとして参加した。
2021年2月12日、1st写真集『MOMOKA』（講談社）を発売した。同写真集の撮影は沖縄の石垣島や竹富島、大阪にて行われ、初のランジェリー姿のほか、過去最高のセクシーショットにも挑戦した。同年2月23日にはオンラインサイン会にて約1000冊にサインしてファンと交流したほか、同写真集を見た両親には一番可愛いと褒められたとの旨を明かした。その後、3月5日には同写真集未掲載のセクシーショットが同日発売の写真週刊誌『FRIDAY』同年3月19日号（講談社）にて公開された。
2021年2月19日、特撮テレビドラマ『ガールガンレディ』 (MBS) のオンライン番組発表会に登壇し、自身の演じるシャーロットがもともと標準語で話す設定だったところを、本読みの段階で自身の素の関西弁が反映されて関西弁を話す設定に変更されたとの旨を明かした。放送開始後の同年4月13日には、自身と同じく主要キャストである大原優乃や寺本莉緒、安藤咲桜と同席してのインタビューに臨み、撮影は2020年夏の猛暑中に行われて主要キャストたちは重装備で勤しんでいたとの旨や、自身はウィッグ約2個分の重量のツインテールウィッグを装着していたためにズレとの戦いでもあったとの旨を明かした。
2021年2月24日、第7回カバーガール大賞のファイナリスト45人の1人にノミネートされ、同年3月4日には総合5位を記録し、自身のTwitterにて応援への感謝を述べた。
2021年3月28日、日本武道館にて開催された格闘技イベント「K-1 WORLD GP 2021 JAPAN〜K'FESTA.4 Day.2〜」の第2試合の海斗VS寧仁太・アリ戦に、スペシャルラウンドガールとして登壇した。ラウンドガールへの登壇に自身を選んでくれた感謝を述べたほか、先週に開催された「K'FESTA.4 Day.1」に登壇していた熊田曜子は尊敬する相手でもあり、プレッシャーを感じたことから、登壇中の彼女の様子を動画でも事前に観させてもらったとの旨を明かした。同年5月30日には、横浜武道館にて開催された「K-1バンタム級日本最強決定トーナメント」にゲスト解説として参加し、黒田斗真のKO勝ちを目の当たりにして声を弾ませた。
2021年5月15日、陸前高田市にて無観客花火のみ開催された花火大会「三陸花火大会2021」の当日ライブ配信に、アシスタントMCとして出演した。
2021年6月5日、さくら運動公園野球場にて開催されたBCリーグの茨城アストロプラネッツ対埼玉武蔵ヒートベアーズ戦に登場し、初の始球式を務めた。
2021年10月2日、渋谷区のギャラリー・ルデコにて展示イベント「石田桃香×上野勇写真展 『愛しい瞬間（とき）』」が開催され、これまで石田の宣材写真などを撮影してきた上野勇による写真が、抜粋分に新撮分を追加して展示された。同年10月10日には終了し、石田が自身のTwitterにて関係者や来場者への感謝を述べた。
2021年12月17日、1stDVD『with ももか』（エスデジタル）を発売し、B88・W63・H96に増えたスリーサイズ（詳細は後述）のスタイルを披露した。同年12月25日には、福家書店新宿サブナード店にて2022年カレンダー（わくわく製作所）との合同発売記念イベントが開催され、石田も登壇した。

### 新しい道への引退
2022年2月26日、第8回カバーガール大賞のファイナリスト45人の1人にノミネートされ、同年3月4日には伊原六花や田中美久と同じく総合10位を記録した。
2022年7月1日、ノットカンパニーとの契約満了日である同年6月30日をもって芸能活動を引退することを、自身のTwitterにて発表した。YouTubeの更新が2021年7月を最後に、InstagramとTwitterも2022年1月から半年近く途絶えてファンに動向を心配されていたこともあり、応援してくれたファンや仕事を支えてくれた関係者への感謝を述べたほか、昨年より体調を少し崩してしまい、仕事を調整してもらっていたが、悩み考えた末に今後は新しい道へ進むことを決意したとの旨を、引退の理由として挙げている。

## 人物
- 趣味は音楽（ロック[21]）を聴くこと、食べること、ライブハウスに行くこと[9]、古着集め[1][9]。
- 特技はBMX[注 11]、ピアノ、ギター[1]、身体が柔らかい[9]、服を素早くたたむ。
- 好きな食べ物はカレー（特にスープカレー）[21]、チキン南蛮、白ご飯、ラーメン[21]、餃子[21]。嫌いな食べ物はない。
- 好きな服装は古着を着ること[21]。古着を扱うアパレルショップでアルバイトしていたことがある。
- 資格はユンボ、フォークリフトの免許を所持[1][2]。
- 身長は160センチメートル、靴は24.5センチメートル[1]。弟が1人いる[33]。
- スリーサイズは、2020年まではB84・W60・H86だった[2][5][12]が、2021年以降はB88・W63・H96に増えている[1][17]。それまでヒップは小さい方が素敵だと思っており、小さくなるよう努力していたが、2021年時点では大きなヒップを生かしたグラビアをもっとやっていきたいとの旨を、インタビューで明かしていた[17]。
- チャームポイントは唇[73]。グラビアを始めてから「唇が良い」とよく言われるようになり、最初は意外だったが言われているうちに自分でも気に入るようになったという[73]。
- 中学生の頃から芸能の仕事を希望しており、バラエティ番組『世界の果てまでイッテQ!』（日本テレビ）の「温泉同好会」など体を張った企画に出てみたいとの旨を、インタビューで明かしていた[9][12][18][注 12]。
- 『ちゃんもも荘へようこそ！』の発売当時、有野晋哉（よゐこ）には「愛くるしい顔立ちとややふくよかな体型とが合っていて、見ているとなんだかホッとした気持ちになるのがいいですね」と評されていた[74]。
- 週刊誌『週刊アサヒ芸能』2021年2月4日号（徳間書店）にて対談したテリー伊藤には、上記の経歴や体型を踏まえて「ほんとにしっかりしてるね。これからもっとテレビで見る機会も増えるはず。ヒップに負けないぐらい大きな活躍を期待してるよ。」と評されていた[33]。

## 出演

### テレビ番組
- Rの法則（2012年11月5日 - 2018年3月、Eテレ） - 第3期R'sメンバー[75]
- 華丸大吉の2020（2015年4月 - 9月、フジテレビ） - アンドロイド 役[76]
- アイデア対決・全国高等専門学校ロボットコンテスト 第30回大会（2017年12月3日、NHK総合） - ロボコン応援団[77]
- 最先端TV2020（2019年12月27日、東海テレビ）[20][21]
- 香川照之の昆虫すごいぜ!（2020年8月21日、Eテレ）[78]
- ドリームスシリーズボウリング2021（2021年1月26日、フジテレビONE）[79][80]

### テレビドラマ
- シャーロック 第4話（2019年10月28日、フジテレビ） - 石田桃香 役[25][26]
- ガールガンレディ（2021年4月7日〈6日深夜〉 - 6月9日〈8日深夜〉、MBS） - シャーロット 役[47][81]

### インターネット番組
- ABEMA Prime（2019年9月25日、ABEMA） - アシスタントMC[24]

### 映画
- 異物 -完全版-（2022年1月15日、Vandalism） - トモミ 役[34][35][36]

### 舞台
- 問題のない私たち（2015年7月24日 - 26日）[14]

### ラウンドガール
- K-1 WORLD GP 2021 JAPAN〜K'FESTA.4 Day.2〜（2021年3月28日） - スペシャルラウンドガール[53]

### ミュージックビデオ
- amata「marble」（2021年3月20日）[82][83]

## 作品

### 写真集
- MOMOKA（2021年2月12日、講談社、撮影：細居幸次郎） ISBN 978-4065225424[40]

### デジタル写真集
- 旬果（2019年10月21日、小学館、撮影：西條彰仁）[84]
- 好きやねん。（2019年9月20日、集英社、撮影：細居幸次郎）[85]
- とっくに恋に落ちている（2019年11月28日、集英社、撮影：桑島智輝）[86]
- すももも桃香ももものうち（2019年12月6日、集英社、撮影：佐藤裕之）[87]
- “ちゃんもも”って呼んでください。（2019年12月16日、集英社、撮影：細居幸次郎）[88]
- もぎたて桃白BODY（2020年1月23日、講談社、撮影：西條彰仁）[89][90]
- 寒いね。って言い合える距離で（2020年2月27日、集英社、撮影：桑島智輝）[91]
- Peach Spring（2020年4月20日、小学館、撮影：西條彰仁）[92]
- ちゃんももの夢の中に入ってみた。（2020年5月11日、集英社、撮影：田口まき）[93]
- ちゃんもも荘へようこそ!（2020年6月11日、集英社、撮影：西村康）[94]
- 石田桃香は脱ぎたい!!（2020年10月29日、集英社、撮影：桑島智輝）[95]
- cute & beauty（2020年11月6日、講談社、撮影：細居幸次郎）[96][97]
- しっぽり温泉（2020年12月14日、集英社、撮影：岡本武志）[98]
- 真夏のピーチ（2020年9月26日、扶桑社、撮影：中山雅文）[99]
- 海辺の音色（2021年2月5日、光文社、撮影：前康輔）[100]
- 恋したたる（2021年3月19日、スクウェア・エニックス、撮影：岡本武志）[101]
- 赤いペディキュアの秘密（2021年4月19日、集英社、撮影：中村昇）[102]
- もも色の陽射し（2021年5月18日、双葉社、撮影：Takeo Dec.）[103]
- 誘うカラダ（2021年5月21日、講談社、撮影：Takeo Dec.）[104][105]
- WPB 石田桃香デジタル写真集〜特装合本版〜（2021年6月21日、集英社、撮影：細居幸次郎、佐藤裕之、田口まき、岡本武志、中村昇）[106][注 13]
- MOMOKA デジタル版（2021年9月10日、講談社、撮影：細居幸次郎）[107][108][注 14]
- 石田桃香デジタル写真集〜特装合本版〜（2021年11月11日、集英社、撮影：桑島智輝、西村康）[109][注 15]
- ミ･アモーレ（2022年1月5日、講談社、撮影：曽根将樹）[110][111]

### DVD
- with ももか（2021年12月17日、エスデジタル）[64][65]

### カレンダー
- 石田桃香 2021年カレンダー（2020年10月17日、わくわく製作所）[112]
- 石田桃香 2022年カレンダー（2021年10月30日、わくわく製作所）[113]

### コラボレーション
- 週刊プレイボーイ×KIKSTYO（英語版）（2020年10月）[114][115][116][117]
- LIVERTINE AGE（2020年11月）[118][119][120][121]